# Дунайський Антон Васильович
Анто́н Васи́льович Дуна́йський (справжнє прізвище — Шовку́н) (7(19) грудня 1895, с. Василівка, нині у складі  міста Суми — 24 червня 1957, Київ) —  український актор театру і кіно, заслужений артист УРСР (1943).

## Біографія
Антон Васильович Дунайський народився 1895 року на околиці міста Суми, у селі Василівка, в бідній селянській родині Василя Шовкуна. В 1908 році закінчив земську школу.

Коли у Сумах на початку ХХ століття стали активно діяти українські аматорські гуртки, Антон та його старший брат Яків Шовкун (1887—1967) захопилися театральним мистецтвом, обравши сценічний псевдонім «Дунайські». Вони відіграли велику роль у створенні малоросійського гуртка любителів драматичного та музичного мистецтва, який розпочав свою діяльність 1909 року. Гуртківці пропагували українську мову та драматургію, раз на місяць ставили українську п'єсу («Наталку Полтавку» І. Котляревського, «Суєту», «Саву Чалого», «Безталанну» І. Карпенка-Карого, «Марусю Богуславку» І. Нечуй-Левицького.
«На початку ХХ ст. українські патріоти, сумчани брати Дунайські, створили в Сумах українську театральну трупу. Свої репетиції актори, з відома Павла Івановича [Харитоненка], проводили в приміщенні бухгалтерії Павлівського заводу.Вистави актори давали на сцені рафінарні, пропагували українську мову, культуру, виїздили з гастролями до навколишніх сіл — Стецьківки, Хотіні, Нижньої Сироватки тощо. Багато зробили для увічнення пам'яті Т. Г. Шевченка під час святкування його ювілею в 1914 р., хоча, як відомо, вшанування пам'яті геніального поета було суворо заборонено. На кожний виступ українського гуртка приходив жандарм, але „прикрити“ діяльність українських патріотів ніхто не наважувався. Адже за ними стояла постать одного з найбагатших тоді людей Російської імперії [П. І. Харитоненка]».
З 1915 року виступав у театрах О. Суходольського та Л. Сабініна, потім працював у Першому пересувному українському театрі і Ворошиловградському робітничому театрі.
В 1937—1947 роках Антон Дунайський був штатним кіноактором Київської студії художніх фільмів, створив низку прекрасних народних образів. Актор зіграв ролі: Солопія Черевика («Сорочинський ярмарок», 1939, реж. М. Екк), діда Панаса («Макар Нечай», реж. В. Шмідтгоф), Каленика («Майська ніч», реж. М. Садкович; обидва — 1940), Шайтана («Богдан Хмельницький», 1941, реж. І. Савченко), діда («Олександр Пархоменко», реж. Л. Луков), діда Остапа («Партизани в степах України», реж. І. Савченко), перекладача («Як гартувалася сталь»; усі — 1942), Охапка («Райдуга», 1943), Панаса («Нескорені», 1945; усі — реж. М. Донськой), Прокопчука («Щедре літо», 1950, реж. Б. Барнет), Остаповича («Коли співають солов'ї», 1956, реж. Є. Брюнчугін; усі — Київська кіностудія художніх фільмів). Знімався також в епізодах у кінокартинах «Тривожна молодість», «300 років тому…» тощо.
Десять років свого життя (1947—1957) Антон Дунайський присвятив роботі у Київському театрі юного глядача, був зайнятий у багатьох виставах («Казка про Чугайстра» П. Воронька, «Чорний вальс» І. Кочерги та інших).
Помер 24 червня 1957 року в Києві. Похований в Києві на Лук'янівському цвинтарі (ділянка № 38, ряд 5, місце 32).